# Collected Fiction
Collected Fiction ist ein Jazzalbum von Ken Vandermark, das Duette mit den Bassisten Kent Kessler, Ingebrigt Håker Flaten, Nate McBride und Wilbert de Joode dokumentiert. Die am  4. und 5. Februar 2008 in Chicago entstandenen Aufnahmen erschienen 2009 auf Okkadisc Records.

## Hintergrund
Initiator dieser Aufnahmen war der Chicagoer Musiker Ken Vandermark, der mit drei ihm aus seiner bisherigen Arbeit bekannten Bassisten spielte. Dies waren Kent Kessler, mit dem Vandermark bereits in Hal Russells NRG-Ensemble Ende der 1980er-Jahre zusammenarbeitete. Wie Kessler ist Nate McBride ein Chicagoer Musiker und hat in zahlreichen Gruppen mit Vandermark gearbeitet. Ebenso ist die Karriere des Norwegers Ingebrigt Haker Flaten mit dem Saxophonisten verflochten, der mit ihm in den Bands Schooldays und Free Fall spielte. Neu war zu diesem Datum die Verbindung zu dem niederländischen Bassist Wilbert de Joode; bis zur Veröffentlichung von Ab Baars’ Trio mit Ken Vandermark, Goofy June Bug (2008), gab es keine Aufzeichnung der beiden Musiker zusammen.

## Titelliste

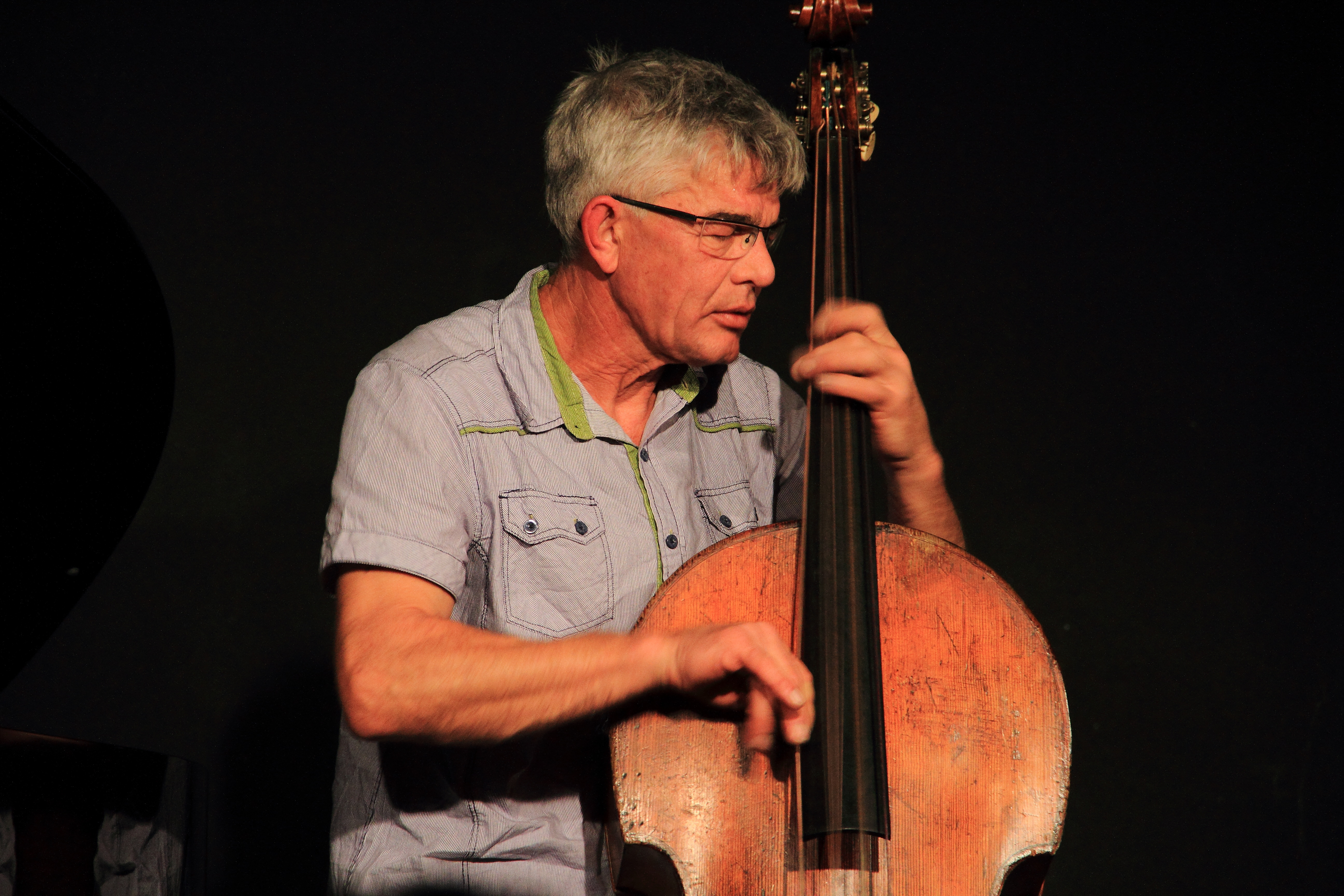
Wilbert deJoode 2014

- Ken Vandermark / Kent Kessler / Ingebrigt Håker Flaten / Nate McBride / Wilbert De Joode: Collected Fiction (Okka Disk OD12075)[2]
  - Volume 1 Day Kessler/Vandermark: 5. Februar 2008

1-1 	Contour I 	4:10

1-2 	Torus III 	3:03

1-3 	Prop I 	4:18

1-4 	Contour II 	4:48

1-5 	Ellipse III 	4:02

1-6 	Spiral 	4:20
- - Volume 1 Day Håker Flaten/Vandermark: 4. Februar 2008

1-7 	Curve I 	2:28

1-8 	Torus I 	4:52

1-9 	Extension 	5:03

1-10 	Torque 	3:26

1-11 	Curve II 	2:56
- - Volume 2 Night McBride/Vandermark: 4. Februar 2008

2-1 	Spline 	5:17

2-2 	Arc 	6:17

2-3 	Ellipse I 	5:18

2-4 	Torus II 	7:11

2-5 	Ellipse II 	5:02
- - Volume 2 Night De Joode/Vandermark: 5. Februar 2008

2-6 	Ellipse IV 	3:11

2-7 	Torus IV 	4:04

2-8 	Contour III 	6:42

2-9 	Prop II 	3:24

2-10 	Curve III 	4:47

2-11 	Torus IV 	2:46
- Alle Kompositionen stammen von Ken Vandermark.

## Rezeption

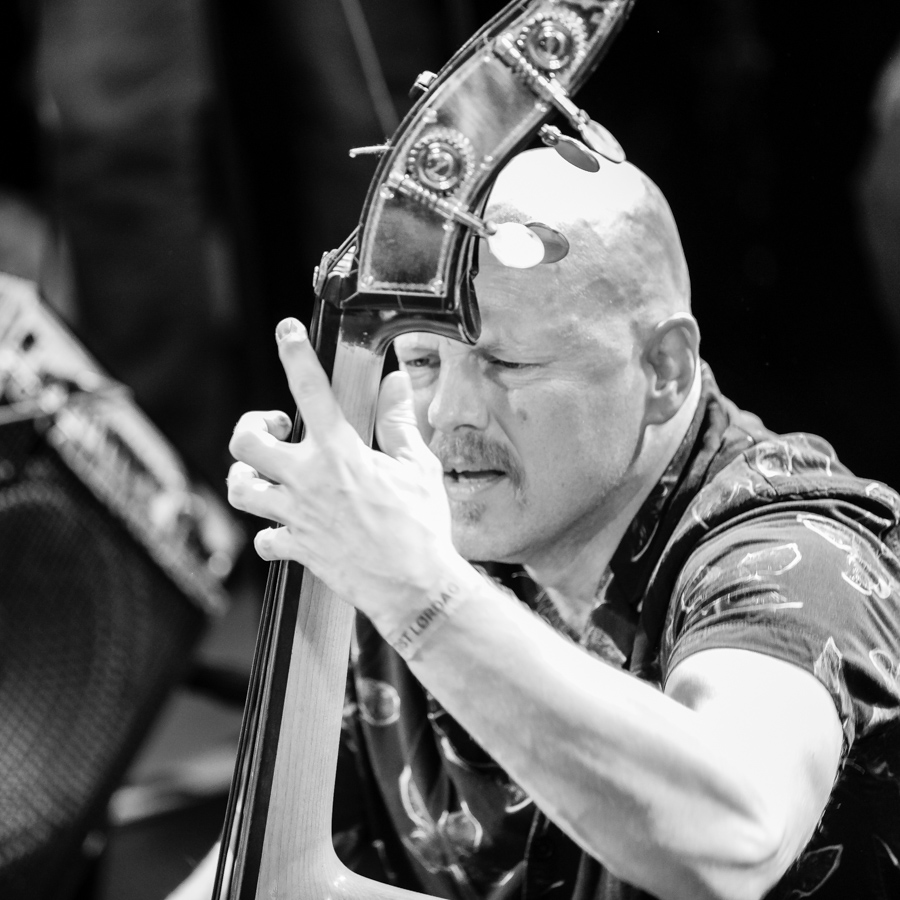
Ingebrigt Håker Flaten auf dem Kongsberg Jazzfestival 2019

Nach Ansicht von Mark Corroto, der das Album in All About Jazz rezensierte, habe der Sound des Albums eine Live-Qualität, die die Emotionen und die Körperlichkeit des Spiels offenbare. Besonders hervorhebenswert hält der Autor den körperlichen Einsatz Flatens; es sei nicht zu überhören, dass er auf „Curve I“ vokalisiert oder auf „Extension“ sein Instrument attackiert. Sein Spiel, mehr in der Tradition der großen europäischen Improvisatoren Joëlle Léandre und Peter Kowald, erweitere den Klang des Basses über den traditionellen Puls hinaus. Dasselbe gelte für Joode, der im Eröffnungsabschnitt von „Ellipse IV“ Töne verstreut, die so klängen, als wären die Räder eines Zuges an einer Kreuzung vorbei gerollt. Zusammen kreierten Vandermark und er auf „Contour III“ fast elektronische Sounds, bevor sie  eine Call and Response Improvisation anschließen.
Stef Gijssels schrieb im Free Jazz Blog, nicht nur wegen der Vielfalt der verwendeten Stimmungen und der unterschiedlichen Stile der Bassisten unterschieden sich auch der Ansatz bei all diesen relativ kurzen Improvisationen erheblich. Einige seien wild, einige Bop-betont, wiederum andere seien sehr sensibel und zurückhaltend, was eine Art Zärtlichkeit erzeuge, die für den normalerweise muskulös agierenden Vandermark ungewöhnlich sei. Obwohl die Stücke improvisiert wären, wurden sie um bestimmte thematische Klänge herum geprobt, und die beste Aufnahme schaffte es auf die Platte. Die 22 Tracks zeigten eine Vielzahl von Blickwinkeln für das Sax-Bass-Duo und demonstrierten nicht nur die Fähigkeiten der Musiker, sondern auch die Breite der Subgenres des Modern Jazz, die Fülle an Möglichkeiten der Improvisation unter Verwendung von Einflüssen aus dem Blues, Swing bis zum Bop und Free Jazz. Bei allen Einflüssen der beteiligten Musiker sei Vandermark oft ein bestimmendes Element in der Musik und bleibe dabei dennoch ausreichend variabel, um den Stilen der vier Bassisten zu entsprechen.